# Nipehorga
Nipehorga (norwegisch; japanisch 小指尾根 Koyubi-one, deutsch ‚Kleiner-Finger-Grat‘) ist ein Gebirgskamm im ostantarktischen Königin-Maud-Land. In der Sør Rondane ist er einer von fünf Gebirgskämmen, die sich in den Brattnipane in nördlicher Richtung erstrecken.
Wissenschaftler des Norwegischen Polarinstituts benannten ihn 1973. Japanische Kartographen kartierten sie anhand von Luftaufnahmen der Jahre 1981 bis 1982 sowie 1986 und Vermessungen zwischen 1984 und 1991. Die japanische Benennung erfolgte 1988.